# Siponto
Siponto (Sipontum) je bila antička luka. Grad je napušten nakon potresa u 13. stoljeću, danas je područje upravljano kao mjesna zajednica (frazione) od općine (komune) Manfredonije u pokrajini Foggia u regiji Apuliji u Italiji.

## Vanjske poveznice
- Storia di Siponto  Arhivirana inačica izvorne stranice od 11. lipnja 2009. (Wayback Machine)
- Il santuario di Santa Maria di Siponto  Arhivirana inačica izvorne stranice od 15. lipnja 2007. (Wayback Machine)
- Abbazia di San Leonardo di Siponto